# Bicnico da Morávia
Bicnico da Morávia (em grego medieval: Βιχνῖκος; romaniz.: Bichnikos) foi um sacerdote do século IX, duque da Morávia.

## Vida

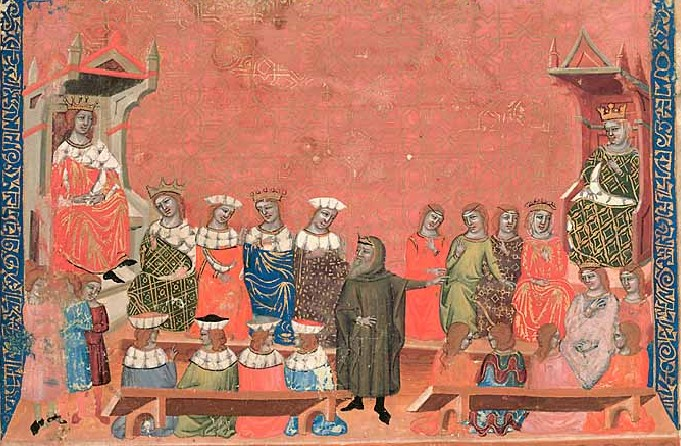
Zuentibaldo disfarçado de monge perante o rei Arnulfo e sua corte em iluminura da Crônica de Dalimil, século XIV

Bicnico aparece pela primeira vez em 880, quando ocupava a posição de bispo de Nitra, cadeira de reteve até 893. Em 6 de abril de 885, após a morte de Metódio, foi nomeado arcebispo da Morávia pelo papa Estêvão V (r. 885–891) e sucedeu Metódio nesse ofício. Ele disputou a posição com Gorasdo, um dos discípulos de Metódio, que foi nomeado pelo falecido como seu sucessor. Essa escolha não foi aceita pelo papa, que enviou carta apelando que o rei Zuentibaldo I impedisse que ele se tornasse bispo. Zuentibaldo prendeu e expulsou os discípulos de Metódio e Cirilo, o Filósofo da Morávia.
Desde 893 serviu como chanceler do rei Arnulfo da Caríntia (r. 887–889) e entre 889-900 foi bispo de Passávia. Ele faleceu em 12 de setembro, mas é incerto se o ano foi 900 ou após 912. Bicnico era apoiador da cláusula Filioque, motivo pelo qual é descrito na Vida de Clemente como herege e na Vida de Naum como mago e devoto da heresia de Macedônio e Apolinário.